# Golden Mafwenta
Golden Mafwenta (ur. 15 stycznia 2001 w Lusace) – zambijski piłkarz grający na pozycji środkowego obrońcy. Od 2023 jest zawodnikiem klubu MFK Vyškov.

## Kariera klubowa
Swoją karierę piłkarską Mafwenta rozpoczął w klubie Zanaco FC. W sezonie 2019 zadebiutował w jego barwach w pierwszej lidze zambijskiej. W sezonie 2020/2021 grał w Buildcon FC.
Latem 2021 Mafwenta został zawodnikiem czeskiego MFK Vyškov. W 2022 został z niego wypożyczony do amerykańskiego Real Monarchs, grającego w MLS Next Pro. W 2023 wrócił do Vyškova. Swój debiut w nim zaliczył 5 marca 2023 w zremisowanym 0:0 wyjazdowym meczu z FC MAS Táborsko.

## Kariera reprezentacyjna
W reprezentacji Zambii Mafwenta zadebiutował 19 stycznia 2021 w wygranym 2:0 meczu Mistrzostw Narodów Afryki 2020 z Tanzanią, rozegranym w Limbé. W 2024 roku powołano go do kadry na Puchar Narodów Afryki 2023. Nie rozegrał w nim żadnego meczu.